# CD320
CD320 — мембранный белок, рецептор транскобаламина. Продукт гена человека CD320.

## Функции
Белок является рецептором транскобаламина (белковым переносчиком кобаламина), насыщенного кобаламином. Играет важную роль в захвате клеткой кобаламина (витамина B12). Экспрессирован на мембране фолликулярных дендритных клеток и опосредует взаимодействие с B-лимфоцитами герминальных центров. Функционирует как костимулятор, активирующий ответ B-лимфоцитов на антиген. Стимулирует дифференцировку и пролиферацию B-лимфоцитов.